# Новецио (Бергамо)
Новецио је насеље у Италији у округу Бергамо, региону Ломбардија.
Према процени из 2011. у насељу је живело 267 становника. Насеље се налази на надморској висини од 625 м.